# ウィリアム・オブライエン (第2代トモンド侯爵)

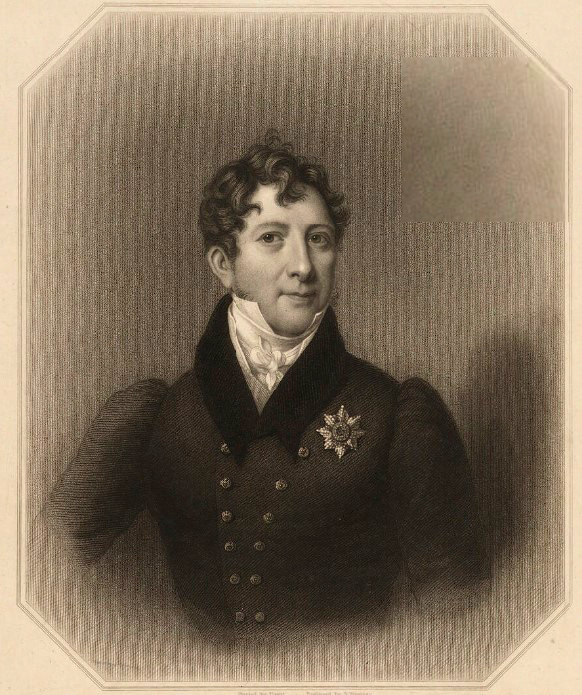
サミュエル・フリーマンによる肖像画。

第2代トモンド侯爵ウィリアム・オブライエン（英語: William O'Brien, 2nd Marquess of Thomond KP PC (Ire)、1765年頃 – 1846年8月21日）は、イギリスの貴族。トーリー党所属。

## 生涯
エドマンド・ドミニク・オブライエン（1801年3月没、ジェームズ・オブライエンの息子）とメアリー・キャリック（Mary Carrick）の息子として、1765年頃に生まれた。
青年期より従軍して第12歩兵連隊に所属、フランス革命戦争のグアドループ侵攻（1794年）とセントルシア侵攻（1794年）に参戦した。その後は東インドに移り、第14竜騎兵連隊に移籍したのち1800年に軍務から引退した。
1808年2月10日、父方の伯父にあたる初代トモンド侯爵マロー・オブライエンが死去すると、トモンド侯爵位を継承した。その後、1809年にアイルランド枢密院の枢密顧問官に任命され、1816年から1846年までアイルランド貴族代表議員を務めた。また、コーク県総督も務めた。
1809年11月11日に聖パトリック勲章を授与され、1819年5月27日に正式に聖パトリック騎士団員に叙任された。1826年7月3日、連合王国貴族であるヨークシャーにおけるタッドキャスターのタッドキャスター男爵に叙された。
1846年8月21日に自宅で死去、トモンド侯爵位は弟ジェームズが継承したが、タッドキャスター男爵位は廃絶した。

## 家族
1799年9月16日、エリザベス・トロッター（Elizabeth Trotter、1778年頃 – 1852年3月3日、トマス・トロッターの娘）と結婚、4女をもうけた。
- スーザン・マリア（1857年3月25日没） - 1824年8月12日、ジョージ・フレデリック・ホサム閣下（Hon. George Frederick Hotham、1799年10月20日 – 1856年10月19日、第2代ホサム男爵ボーモント・ホサム（英語版）の息子）と結婚、子供あり
- サラ（1859年2月9日没） - 1830年4月3日、ウィリアム・スタンホープ・テイラー（William Stanhope Taylor、トマス・テイラーの息子）と結婚
- メアリー（1853年7月19日没） - 1836年10月11日、リチャード・ホワイト（後の第2代バントリー伯爵）と結婚
- エリザベス（1870年5月9日没） - 1835年12月22日、ジョージ・スタックリー（英語版）と結婚、子供あり